# Katarina Taikon
Katarina Taikon (Almby , 29 de julho de 1932 - Ytterhogdal , 30 de dezembro de 1995) foi  uma escritora e crítica social sueca de etnia cigana. Nasceu numa tenda, e, devido a ter sido impedida de frequentar a escola pública, só aprendeu a ler e a escrever na idade adulta. Nas suas obras "Cigana" (Zigenerska, 1963) e "Katitzi" (Katitzi, 1969), aborda a situação dos ciganos na Suécia.